# Seline
Seline es una localidad de Croacia en el ejido del municipio de Starigrad, condado de Zadar.

## Geografía
Se encuentra a una altitud de 1 m s. n. m. a 271 km de la capital nacional, Zagreb.

## Demografía
En el censo 2011 el total de población de la localidad fue de 469 habitantes.
| Gráfica de población de Seline 1857-2011                            |
|                                                                     |
| Según los censos de población de la oficina estadística de Croacia. |